# Vladimir Yashchenko
Vladimir Yashchenko (en russe : Владимир Ильич Ященко, Vladimir Ilitch Yachtchenko) ou Volodymyr Yashchenko (en ukrainien : Володимир Ілліч Ященко, Volodymyr Illitch Yachtchenko), né le 12 janvier 1959 à Zaporijjia en RSS d'Ukraine, mort le 30 novembre 1999 dans la même ville, est un athlète ukrainien, sauteur en hauteur qui représentait l'Union soviétique. Alors qu'il est encore junior, Yashchenko, avec un poids en compétition de 84 kg pour 1,93 m, a amélioré le record du monde du saut en hauteur et été champion d'Europe. Le titre de Maître honoraire du sport de l'URSS lui est décerné en 1978.

## Biographie
En 1976, Yashchenko franchit 2,22 m et se classe au 22e rang parmi des meilleurs sauteurs de la saison. Le 3 juillet 1977, pendant une rencontre junior entre les États-Unis et l'Union soviétique à Richmond, il saute d'abord à 2,27 m, améliorant le record du monde junior, puis à 2,31 m, il améliore le record d'Europe et enfin à 2,33 m, soit un nouveau record du monde. Il améliorait ainsi le record de Dwight Stones établi l'année précédente, d'un centimètre. Peu après, il devient champion d'Europe junior à Donetsk avec un saut à 2,30 m, une performance qui restera record des championnats jusqu'en juillet 2017, battue par Maksim Nedasekau.
Le 12 mars 1978, il devenait lors des Championnats d'Europe d'athlétisme en salle 1978 à Milan, champion d'Europe en salle en améliorant par deux fois, à 2,33 m puis 2,35 m, le record du monde en salle. Il débuta prudemment à 2,05 m et sauta à vingt reprises. Survolté par le public, il franchit 2,33 m et souhaita alors s'arrêter, car il était seul en lice : l'Allemand de l'Est Rolf Beilschmidt, qui avait réussi 2,29 m, fut éliminé à la hauteur supérieure. Après quatre heures de concours, Yashchenko accepte finalement de tenter 2,35 m qu'il maîtrise à son 31e essai. Ce fut la dernière épreuve internationale qui vit deux athlètes sautant en rouleau ventral devancer les adeptes du fosbury flop.
Yashchenko améliorait le record du monde à 2,34 m, le 16 juin 1978 à Tbilissi. Il commença le concours à 2,05 m (1er essai), demanda ensuite 2,20 m (3e), 2,24 m (2e), avant de réussir 2,34 m à sa 2e tentative et d'échouer à 2,36 m. À ces championnats d'Europe, il fut sacré devant son compatriote Aleksandr Grigoryev, qui sautait en fosbury, et Rolf Beilschmidt.
Le 25 juin à Vilnius, au cours du match URSS – RDA / Pologne, il se contenta de 2,27 m. Une semaine plus tard, contre les États-Unis, il ne l'emporta qu'aux essais face à Franklin Jacobs (surnommé « le Nain », 1,73 m seulement), avec 2,26 m. Aux championnats d'Europe, à Prague, Yashchenko frôle la catastrophe à 2,24 m qu'il ne passe qu'au 3e essai. À 2,28 m, il prit la mesure de Beilschmidt, qu'il passa sans souci. À 2,30 m (2e essai), Yatchenko était seul, il tenta alors d'égaler son propre record du monde, mais il faisait trop froid sur le stade du Strahov et il manqua de justesse deux de ses trois tentatives à 2,35 m.
Peu avant son vingtième anniversaire, il défendait, avec son succès, son titre en salle à Vienne avec un saut à 2,26 m, devançant son compatriote Gennadiy Belkov et l'Ouest-Allemand André Schneider. Deux semaines après ces championnats, il sautait, toujours en salle, 2,29 m à Fort Worth.
Après la saison en salle de 1979, Yashchenko se fit opérer le genou de sa jambe d'appel. Son conseiller, Telegine, le convainc de la nécessité d'une opération qui a lieu en septembre 1979. Une seconde intervention, avec ablation du ménisque, se déroule en avril 1980. Mais Yashchenko ne reparaît pas au cours de l'année olympique. En 1983, il sautait encore une dernière fois à 2,10 m. Puis le dernier recordman du saut en hauteur en rouleau ventral tomba dans l'oubli.
Yashchenko est mort d'une cirrhose le 30 novembre 1999, à l'âge de 40 ans, après de longues années de problèmes d'alcool.
Il reste à ce jour le détenteur du record du monde junior indoor du saut en hauteur avec un saut à 2,35 m, le 12 mars 1978 à Milan effectué avec la technique du rouleau ventral.

## Palmarès

### Championnats d'Europe
- Championnats d'Europe d'athlétisme de 1978 à Prague ( Tchécoslovaquie)
  -  Médaille d'or au saut en hauteur

### Championnats d'Europe en salle
- Championnats d'Europe d'athlétisme en salle de 1978 à Milan ( Italie)[5]
  -  Médaille d'or au saut en hauteur
- Championnats d'Europe d'athlétisme en salle de 1979 à Vienne ( Autriche)[5]
  -  Médaille d'or au saut en hauteur

## Records
- record du monde du saut en hauteur avec 2,33 m, le 3 juillet 1977 à Richmond (amélioration du record de Dwight Stones)
- record du monde du saut en hauteur avec 2,34 m, le 16 juin 1978 à Tbilissi (amélioration de son précédent record, sera battu par Jacek Wszola)
- record du monde en salle du saut en hauteur avec 2,33 m, le 12 mars 1978 à Milan (amélioration du record de Franklin Jacobs)
- record du monde en salle du saut en hauteur avec 2,35 m, le 12 mars 1978 à Milan (amélioration de son précédent record, sera battu par Igor Paklin), actuel record du monde junior en salle.
- record d'Europe du saut en hauteur avec 2,31 m, le 3 juillet 1977 à Richmond (amélioration du record de Aleksandr Grigoryev)
- record d'Europe du saut en hauteur avec 2,33 m, le 3 juillet 1977 à Richmond (amélioration de son précédent record)
- record d'Europe du saut en hauteur avec 2,34 m, le 16 juin 1978 à Tbilissi (amélioration de son précédent record, sera battu par Jacek Wszola)

## Sources
- (de) Cet article est partiellement ou en totalité issu de l’article de Wikipédia en allemand intitulé « Wladimir Jaschtschenko » (voir la liste des auteurs).
- (en) Clark, Marsh, « Just An Old-fashioned Lad », Sports Illustrated, 25 juillet 1977.
- (ru) « Гений прыжков в высоту », sport-express.ru, 21 mars 2000.
- (ru) « ...Как гений чистой высоты. Жизнь и смерть Владимира Ященко », Новая газета, 25 août 2003.
- (ru) « Владимир Ященко. Взлет и падение », Индустриальное Запорожье, 11 janvier 2009.